# Hvannafell
Hvannafell är en kulle i republiken Island. Den ligger i regionen Austurland, 400 km öster om huvudstaden Reykjavík. Toppen på Hvannafell är 432 meter över havet, eller 58 meter över den omgivande terrängen. Bredden vid basen är 1,5 km.
Trakten runt Hvannafell är nära nog obefolkad, med mindre än två invånare per kvadratkilometer. Det finns inga samhällen i närheten. Trakten runt Hvannafell består i huvudsak av gräsmarker.